# Юкалікулево (Кігинський район)
Юкаліку́лево (башк. Йүкәлекүл; рос. Юкаликулево; тат. Юкәлекүл) — присілок у складі Кігинського району Башкортостану, Росія. Входить до складу Ібраєвської сільської ради.
Населення — 648 осіб (2010; 640 в 2002).
Національний склад:
- татари — 72 %
- башкири — 26 %